# Grup de la berzelianita-umangita
El grup de la berzelianita-umangita és un grup de minerals de la classe dels sulfurs. Està format per les dues espècies que li donen nom: la berzelianita i la umangita, dos selenurs de coure. La berzelianita cristal·litza en el sistema isomètric i la umangita en el tetragonal.
| Espècie      | Fórmula |
| ------------ | ------- |
| Berzelianita | Cu₂Se   |
| Umangita     | Cu₃Se₂  |

Segons la classificació de Nickel-Strunz, les dues espècies del grup de la berzelianita-umangita pertanyen a "02.BA: sulfurs metàl·lics amb proporció M:S > 1:1 (principalment 2:1) amb coure, plata i/o or», juntament amb els minerals següents: calcocita, djurleïta, geerita, roxbyita, anilita, digenita, bornita, bellidoïta, athabascaïta, rickardita, weissita, acantita, mckinstryita, stromeyerita, jalpaïta, selenojalpaïta, eucairita, aguilarita, naumannita, cervel·leïta, hessita, chenguodaïta, henryita, stützita, argirodita, canfieldita, putzita, fischesserita, penzhinita, petrovskaïta, petzita, uytenbogaardtita, bezsmertnovita, bilibinskita i bogdanovita.